# Merindad del Infantazgo de Valladolid

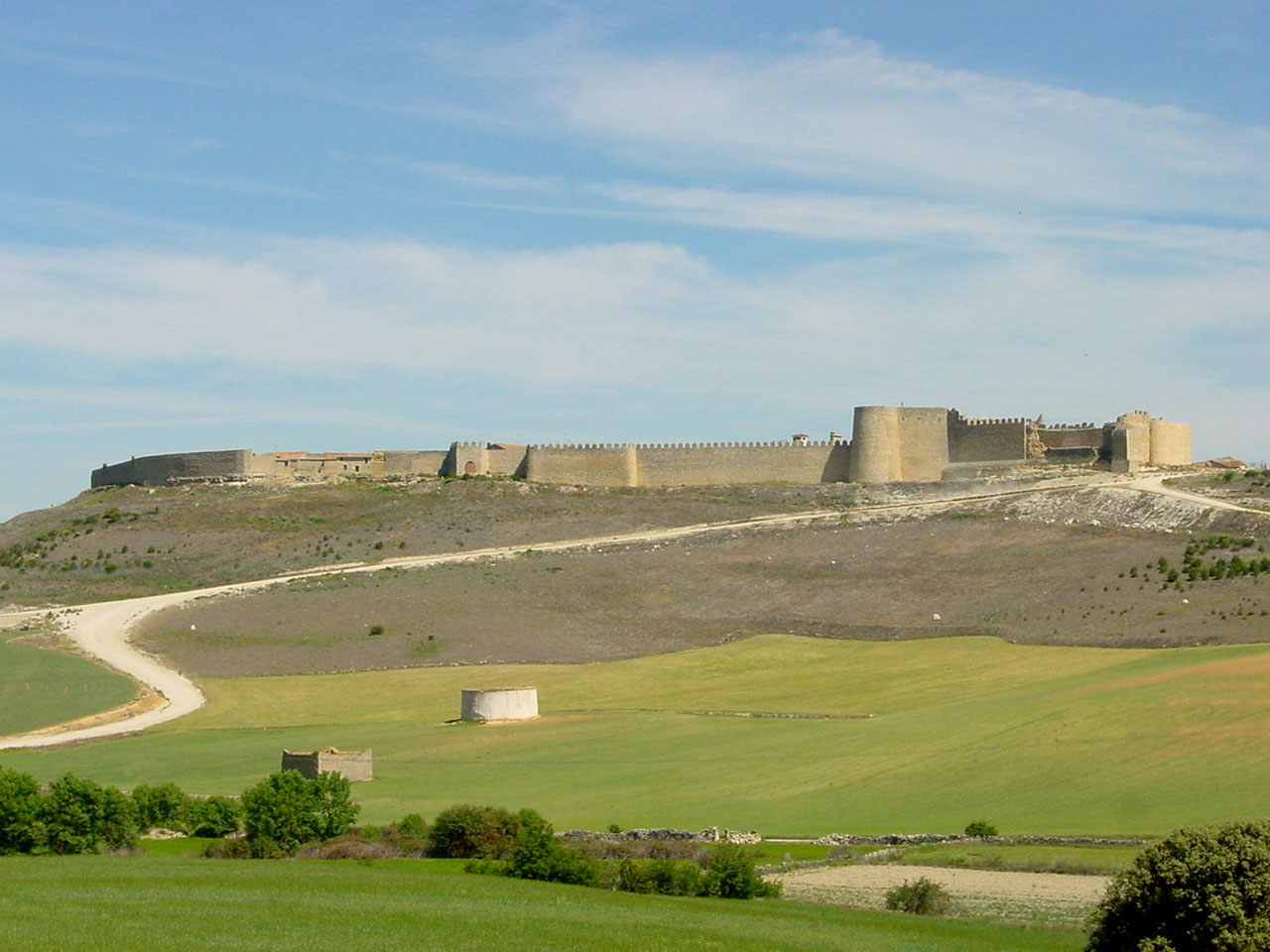
Vista desde el sureste de Urueña, cabeza de la merindad.

La Merindad del Infantazgo de Valladolid (en castellano antiguo citada como: Meryndat del Infantadgo de Ualladolid) fue una división administrativa de la Corona de Castilla, vigente durante la Edad Media, cuya descripción figura en el Becerro de las Behetrías de Castilla, redactado por las Cortes de Valladolid de 1351, cuando el estamento de los hidalgos solicitó al rey Pedro I de Castilla la desaparición de las behetrías mediante su conversión en tierras solariegas. 